# 第6潜水戦隊 (アメリカ海軍)
第6潜水戦隊（英称：Submarine Squadron 6）は、大西洋艦隊潜水艦部隊隷下の潜水艦部隊の一つ。バージニア州ノーフォーク海軍基地に配備されている。2011年4月28日に第8潜水戦隊を統合した。

## 所属艦
- SSN-725 ヘレナ (USS Helena, SSN-725)
- SSN-750 ニューポート・ニューズ (USS Newport News, SSN-750)
- SSN-753 オールバニ (USS Albany, SSN-753)
- SSN-785 ジョン・ウォーナー (USS John Warner, SSN-785)
- SSN-787 ワシントン (USS Washington, SSN-787)